# 南唐

南唐
大唐

南唐（なんとう、937年 - 975年）は、五代十国時代に江南に割拠した国であり、十国の一つである。首都は江寧。国号は単に唐であるが、唐と名乗った他の政権と区別するために、特にこの国の名を南唐という。文化的・経済的に繁栄し、十国の中では最大の勢力を誇ったが、華北の後周や北宋に攻め立てられて滅亡した。

## 歴史

### 建国
呉では、丞相を務めた徐温の死後、その養子である徐知誥が太尉・中書令となって政治の実権を握っていた。931年には、金陵に駐屯するようになり、子の徐景通（後の南唐の元宗李璟）を呉の都である江都にとどめて政治を任せた。徐知誥は933年には斉王となり、さらに937年10月に呉の皇帝である睿帝楊溥から禅譲を受け、皇帝として即位し、国号を斉とした。
徐知誥は養子になる前は姓が李であり、これは栄華を誇った唐の歴代の皇帝の姓の李と同じであった。このため、938年に徐知誥は自らの姓を李に戻し、自分は唐の皇族の李恪（憲宗の八男）の末裔であるとして、国号を唐とした。さらに、徐知誥は自分の名を知誥から昪に変えた。すなわち、徐知誥の姓名はこれより後、李昪となる。李昪は対外戦争を起こさないようにして、内政を充実させて国力を増強した。

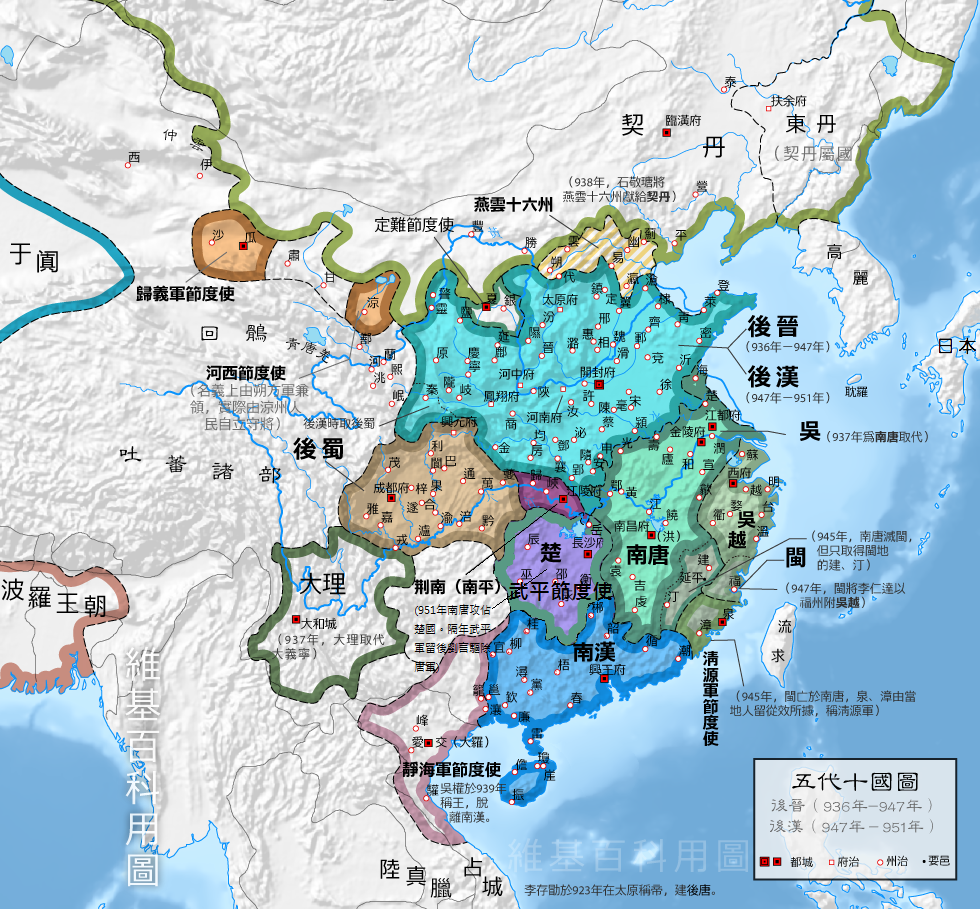
南唐（後晋・後漢代：936年-951年）

### 対外発展
李昪の死後、子の李璟が後を継いだ。李璟は父と違って、対外拡張政策を進めた。現在の福建省に割拠した閩では後継者争いが続き、国政が混乱していた。李璟はこれに乗じ、945年に閩を滅ぼした。さらに福州を攻めたが、呉越の銭弘佐に敗れた。
現在の湖南省に割拠していた楚でも、後継者争いが続いていた。950年に当時の楚王馬希広の兄である馬希萼が南唐と結んで、馬希広を殺した。馬希萼は楚王となり、南唐の臣下と称した。しかし、翌951年に馬希萼が部下に追われると、南唐は軍勢を楚に差し向け、楚を併合した。ここに、南唐は現在の行政区分で言うと江蘇省・江西省・安徽省・湖北省・湖南省・福建省を領するようになり、南唐のおよそ40年の歴史の中でこの時版図は最大になった。

### 衰退

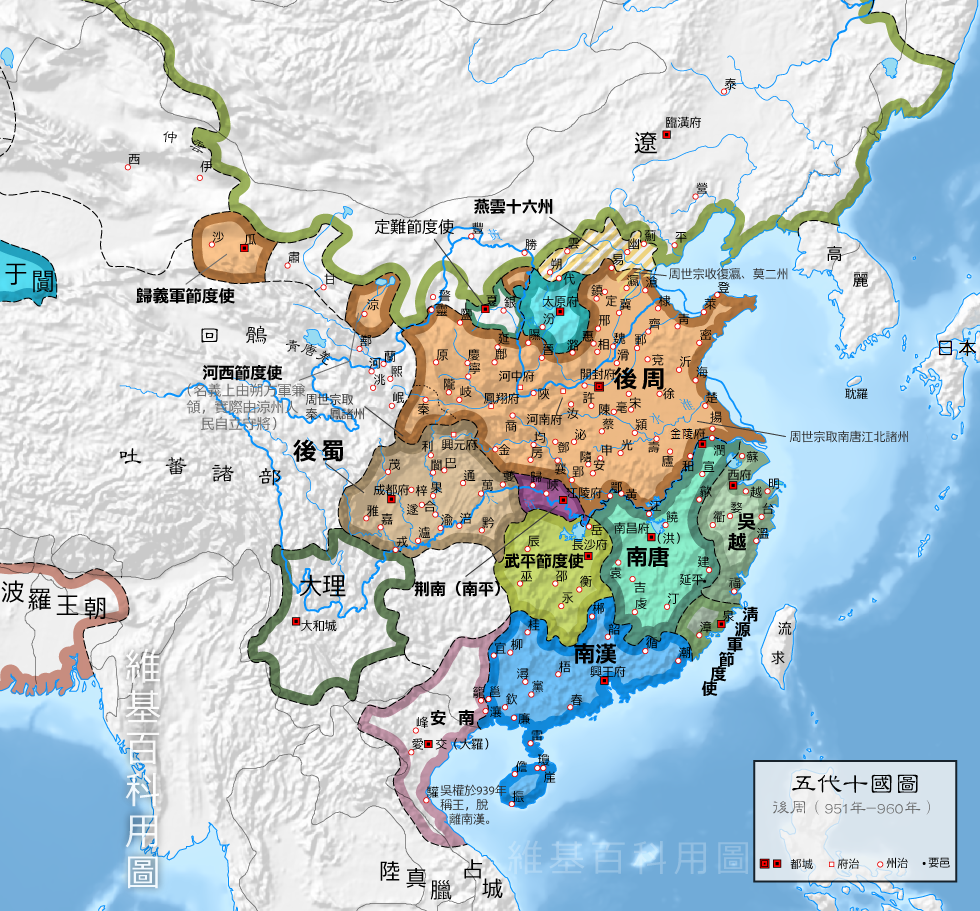
南唐→江南（後周に長江以北を奪われた957年以降）

しかし、華北に割拠していた後周の世宗は中国の統一を目指して、南征を試みるようになっていった。当時、南唐と後周は淮河を境にしていた。淮河は大河であるため、後周の軍が淮河を渡って南唐を攻撃することは困難であった。ただ、冬期には淮河の水位が下がり、渡河が容易になる。それゆえ後周が南唐に侵攻したいのならば、冬期以外になかった。南唐も愚かではなく、冬期だけは淮河の川沿いに軍勢を展開していた。しかし、後周が攻めてくることがまったくなかったので、南唐は金の無駄遣いだとしてこの制度をやめてしまう。
955年11月には、世宗自らが率いた後周の軍勢が南唐に侵攻し、寿州の正陽で南唐の軍勢を大いに破り、寿州の城を囲んだ。さらに趙匡胤に命じて滁州を占領させた。翌956年に南唐は寿州へ救援軍を差し向けるが、世祖自ら率いる後周の軍に紫金山（寿州城の東北）にて敗れ、ついで寿州は後周に占領された。さらに濠州・泗州・揚州・泰州が後周に奪われた。この頃になると、南唐の軍隊は戦意を大いに失っていた。例をあげれば、泰州刺史は敵前逃亡していたし、蘄州では刺史がその部下に殺され、その部下が後周に降伏するということも起きていた。明くる957年には楚州が後周に奪われ、両軍は長江を挟んで対峙した。しかし、南唐はすでに後周の敵ではなく、長江での水軍同士の戦いで南唐は大敗を喫した。
ここに至って、李璟は後周へ服属することを決めた。後周の世宗はこれを受諾し、講和して世宗は軍勢を引き返していった。この講和で決定した内容は次の通りである。
- 淮河以南・長江以北の土地を後周に割譲
- 南唐は後周に臣下として仕える
  - 南唐の君主は皇帝の称号を使うのをやめ、国主と称する
  - 南唐は独自の年号を定めず、後周の年号を使う
  - 南唐は国号を江南に改める
  - 李璟は名を李景に改める
璟という文字が後周の太祖の高祖父の諱に使われており、これを避諱したため

さて、後周では世宗が死に、わずか7歳であった子の恭帝が即位した。趙匡胤はこれに乗じ、恭帝から禅譲を受け、皇帝となって宋を建国した。南唐（江南）はこれに対し、今まで後周に仕えていた通りに宋に仕え続けた。年号も宋のものを使った。だが、李景は宋が強大であることを恐れて、961年に南昌府に遷都した。旧都の江寧は太子の李煜に守備させた。同年、李景は死亡すると、李煜が江寧で即位した。このことで、首都は再び江寧に戻った。李煜は、宋の太祖（趙匡胤のこと）に、父の李景を皇帝として弔ってもよいかと奏上した。太祖はこれを許し、李景は皇帝として弔われることになった。

### 滅亡
宋の太祖は中国統一を目指し、各国を理由をつけては滅ぼしていった。南唐の南方に割拠した南漢が971年に宋に滅ぼされると、南唐はますます宋を恐れた。そして、自国が従順であることを示そうとした。例えば、それまでは中書省・門下省といった本来は中央政府が用いる役所の名前を使っていたが、それを左内史府・右内史府と言い換えたりした。また、南唐で爵位が○○王とされていたものはみな○○公とした。これは、王という爵位は皇帝が与えるべきものであり、皇帝でない国主ごときが本来与えられるようなものではないからである。
以上のように、南唐は国土を保全するために努力し、宋が南唐を攻撃する大義名分を与えさせなかった。しかし、974年に太祖が李煜に来朝するように命令した際に、李煜は病と称して行かなかった。太祖はこれを口実にして、曹彬・潘美に命令して南唐に侵攻した。翌975年に宋の軍勢は金陵を包囲した。太祖から「民衆に乱暴を働いたりしてはいけない。力攻めではなく、威信を以って城を落とすのだ」と言われていたこともあり、力攻めをせず、包囲を続けて南唐が降伏するのを待った。
李煜は軍勢を帰してもらうために、徐鉉を使者として太祖のもとに遣わした。徐鉉は「李煜に罪はありません。陛下が攻めるのには大義名分がありません。煜の小さいものが大きいものに仕えたさまは、まるで子が父に仕えるようでした。罪や過ちはありません。どうして攻撃なさるのですか」と言った。これに対し、太祖は「それではお前のやっていることは父と子を2つの家に分けているではないか。そのようなことでよいのか」と答えた。徐鉉はこれに反論することができなかった。徐鉉はもう一度太祖の下を訪れ、説得を試みた。しかし、太祖は怒って、「これ以上言うことはない。また何の罪があろうか。ただ天下は一家である。寝ているときに、他人がいびきをかいて寝ているのを許すだろうか、いや許さない」と答えた。この剣幕を恐れた徐鉉はやむなく帰っていった。
金陵の包囲は10カ月にも及んだが、ついに李煜は降伏し、ここに南唐は3代にて滅んだ。なお、李煜は宋の都の開封に移され、違命侯の爵位を賜った。太祖の次の皇帝の太宗の時期には隴西公とされた。978年に死去したが、太宗に毒殺されたとも言われている。

## 文化
五代十国時代に華北では、異民族の侵入もあり、戦乱が相次いでいた。このため、華北に住んでいた文化人達は南方に避難した。南唐もこういった文化人達の避難の受け皿となり、文化を大いに発展させた。
李景・李煜という2人の南唐の君主は、南唐二主と称され、詞（漢文で書かれた詩の一種で、節をつけて歌われた）の名人として知られる。とくに李煜は中国文学史上最高の詞の作者とされている。
旧都の金陵では、近代において澄心堂紙と称される用紙や、李廷珪により最高級の墨が開発されたり、技巧を凝らした硯が作られた。この時代以前は硯にあまり頓着しなかったので、硯が芸術品的価値を持つようになったのは、南唐の文化の賜物であると言える。また、山水画の名画家の董源・花鳥画の名手の徐熙もこの国に仕えていた。
徐鉉・韓熙載などは名文家として知られる。

## 経済
南唐は江南地方を安定的に支配し、この地方の開発を進めた。後の南宋時代にはこの地域は大穀倉地帯になるが、それもこの頃の開発によるものである。さらに、淮南で製塩事業を行い、国家の財政を潤した。

南昌へ遷都後は、964年から鉄銭を鋳造しはじめた。しかし、民間は鉄銭を無価値なものだと思い、価値のある銅銭を貯めこんで、売買に用いなくなってしまった。結局、鉄銭と銅銭は等価であったのだが、実際の商業上での使用では鉄銭10枚で銅銭1枚分の価値に等しくなるように運用されていった。このため、政府もこれを追認して、鉄銭10枚は銅銭1枚と価値が等しいものとした。

## 南唐の君主
1. 先主・烈祖・光文粛武孝高皇帝（李昪、在位937年 - 943年）
2. 中主・元宗・明道崇徳文宣孝皇帝（李景、在位943年 - 961年）、先主の子
3. 後主（李煜、在位961年 - 975年）、中主の子

なお、先主は皇帝となったあと、自らを唐の憲宗の5代あとと称し、自らの父・祖父らに廟号および諡号を以下の通り追贈した。
- 高祖父・李恪　定宗・孝静皇帝
- 曾祖父・李超　成宗・孝平皇帝
- 祖父・李志　恵宗・孝安皇帝
- 父・李栄　慶宗・孝徳皇帝

## 南唐の元号
1. 昇元　（937年 - 943年）
2. 保大　（943年 - 957年）
3. 中興　（958年）
4. 交泰　（958年）

以降、後周の元号を使用
1. 顕徳　（958年 - 959年）但し、958年は顕徳5年

以降、北宋の元号を使用
1. 建隆　（960年-963年）
2. 乾徳　（963年-968年）
3. 開宝　（968年-975年）